# Micha’el Chazani
Micha’el Chazani (hebr.: יעקב חזני, ang.: Michael Chasani, Michael Hasani, ur. 27 czerwca 1913 w Będzinie, zm. 2 lipca 1975) – izraelski rabin i polityk, w latach 1969–1970 wiceminister edukacji i kultury, w latach 1970–1974 i 1974–1975 minister opieki społecznej, w latach 1951–1975 poseł do Knesetu z list Ha-Poel ha-Mizrachi i Narodowej Partii Religijnej.
W wyborach parlamentarnych w 1951 po raz pierwszy dostał się do izraelskiego parlamentu. Zasiadał w Knesetach II, III, IV, V, VI, VII i VIII kadencji.
Zmarł 2 lipca 1975, a mandat objął po nim Simcha Friedman. Został pochowany na Górze Oliwnej.